# 8K

Співвідношення стандарту 8K до інших стандартів

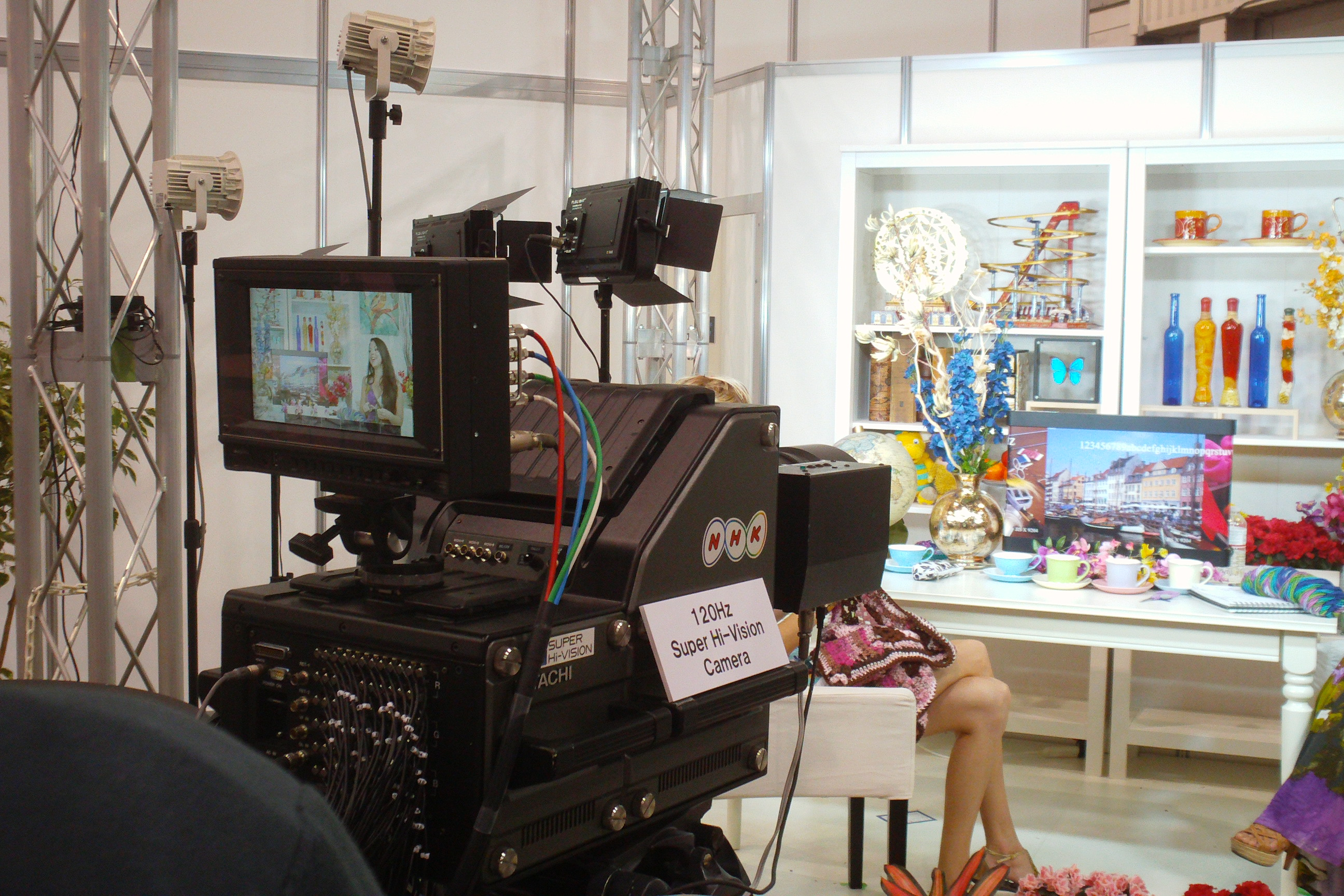
8K-відеокамера

8K — позначення роздільної здатності в цифровому кінематографі і комп'ютерній графіці, приблизно відповідне 8000 пікселів (8 кілопікселів, 7680x4320 (33,2 мегапікселів)) по горизонталі. Роздільність 8K у 16 разів перевищує роздільну здатність сучасної Full HD (1920x1080) технології.

## Стандарти
- 8400 × 3600 (21:9) (30,2 мегапікселів)
- 7680 × 4320 (16:9) (33.1 мегапікселів)
- 7680 x 4800 (16:10) (36.8 мегапікселів)
- 8192 × 4320 (~17:9) (35.3 мегапікселів)
- 8192 × 8192 (1:1) (67.1 мегапікселів)

| 8K UHD (7680×4320 = 33,177,600 pixels) | 8K UHD (7680×4320 = 33,177,600 pixels) | 8K UHD (7680×4320 = 33,177,600 pixels) | 8K UHD (7680×4320 = 33,177,600 pixels) |
| -------------------------------------- | -------------------------------------- | -------------------------------------- | -------------------------------------- |
| 1080p (1920×1080)                      | 1080p (1920×1080)                      | 1080p (1920×1080)                      | 1080p (1920×1080)                      |
| 1080p (1920×1080)                      | 1080p (1920×1080)                      | 1080p (1920×1080)                      | 1080p (1920×1080)                      |
| 1080p (1920×1080)                      | 1080p (1920×1080)                      | 1080p (1920×1080)                      | 1080p (1920×1080)                      |
| 1080p (1920×1080)                      | 1080p (1920×1080)                      | 1080p (1920×1080)                      | 1080p (1920×1080)                      |

## Історія
Японський державний мовник NHK був першим, хто розпочав дослідження і розробку технології зображення у роздільній здатності 4320p в 1995 році. Формат був стандартизований SMPTE в жовтні 2007 року, інтерфейс стандартизований SMPTE в серпні 2010 року, а Міжнародним телекомунікаційним союзом (ITU-R) рекомендований як міжнародний стандарт для телебачення у 2012 році. Публічні демонстрації відбулися на електронних виставках та показах на зимових Олімпійських іграх 2014 року в Сочі та глядацьких сеансах у лютому 2014 року, а також на Чемпіонаті світу з футболу в Бразилії в червні 2014 року за допомогою кодеку HEVC спільно з партнерами AstroDesign і Ikegami Electronics.
6 січня 2015 року консорціум MHL оголосив про випуск специфікації superMHL, яка підтримуватиме зображення у роздільній здатності 8K при 120 кадрах в секунду, 48-бітне відео, колірний простір Rec. 2020, підтримку великого динамічного діапазону, реверсивний 32-контактний роз'єм superMHL та зарядку потужністю до 40 ватт.
1 березня 2016 року Асоціація відеоелектроніки (VESA) представила новий формат DisplayPort 1.4, який дозволяє використовувати зображення у роздільній здатності 8K (7680 × 4320) з частотою оновлення 60 Гц, підтримку великого динамічного діапазону та 32 аудіоканали через роз'єм USB-C.
4 січня 2017 року Форум HDMI оголосив про HDMI 2.1, який підтримує відео у роздільній здатності 8K з підтримкою великого динамічного діапазону із HDR, і буде "випущений наприкінці другого кварталу 2017 року".
На виставці CES 2019 було створено Асоціацію 8K з метою розвитку екосистеми 8K.
На початку лютого 2020 року компанія Samsung Electronics під час свого заходу Unpacked оголосила, що їхній смартфон Samsung Galaxy S20 може записувати відео у форматі 8K, що вимагає 600 МБ пам'яті на хвилину запису.

## Апаратура
Перші телевізори формату 8K з'явились на ринку в 2017 році. Ним став 70-дюймовий телевізор виробництва Sharp. Протягом 2017 та 2018 років на ринок вийшли компанії LG та Samsung з власними моделями телевізорів формату 8К та діагоналлю понад 80 дюймів.

## Цікаві факти
- Для трансляції Олімпійських ігор в Лондоні з роздільною здатністю 8K знадобився потік у 500 Мбіт/с.[13]
- У квітні 2018 року Європейське космічне агентство і NASA випустили спільне відео про МКС у форматі 8K[14]
- Перехід до трансляції відео в форматі 8К UHDTV (4320p) на основі технології MIMO було передбачено здійснити в Японії до відкриття Олімпіади 2020 року в Токіо[15]. Під час церемонії відкриття Олімпіади 23 липня 2021 року така трансляція велась для глядачів з Японії компанією NHK[16].